# Los Llanos de Tormes
Los Llanos de Tormes là một đô thị trong tỉnh Ávila, Castile và León, Tây Ban Nha. Theo điều tra dân số 2006 (INE), đô thị này có dân số là 108.